# 千乃正法
千乃正法（ちのしょうほう）は、日本の宗教団体。千乃裕子が1977年に設立した。宗教と科学は宇宙の真理を別の側面から追求したもので本来は同じものであるとする「宗教と科学の一致論」を唱えている。

## 概要
カルト教団であると指摘する者もいるが、団体は否定している。明文化された教典のようなものは持たない。また、共産主義を絶対悪とし、日本共産党などを批判するビラを配布するなど、反共思想も強い。
GLA教団の教祖の高橋信次が亡くなった際に、千乃裕子が高橋信次の後継者は自分であるべきという旨を主張したが、GLA教団からは入会を断られたようであり、同教団に在籍した事実は無い。
- 千乃正法会としての宗教法人認証はなく、エルアール出版（かつては「ジェイアイ出版」）が母体になっている。
- 会員数は一時期約1万人いたといわれているが、2003年頃には約1200人ぐらいだとされている。

2003年に、その一部門であるとされる「パナウェーブ研究所」が、全身白ずくめの衣服を身に着けて活動をしたため、マスメディアを通じて世間の注目を集めた。また警察庁長官が「オウムの初期に似ている」と発言した。なお、その際に多くのマスメディアは「白装束」という言葉を用いた。

## 千乃裕子
千乃 裕子（ちの ゆうこ）は、千乃正法会の設立者。本名・増山英美（旧姓・生橋）。大阪府池田市出身。